# A bébiszitter (film, 2017)
A bébiszitter (eredeti cím: The Babysitter) 2017-ben bemutatott amerikai tini horror-vígjáték, melyet Brian Duffield forgatókönyvéből McG rendezett. A főszereplők Samara Weaving, Judah Lewis, Hana Mae Lee, Robbie Amell és Bella Thorne.
2017. október 13-án adta ki a Netflix, és vegyes értékeléseket kapott a kritikusoktól.
2019. szeptember 26-án a Netflix bejelentette, hogy elkészítik a film folytatását A bébiszitter – A kárhozottak királynője címmel, amit 2020-ban adtak ki.

## Cselekménye
|  | Alább a cselekmény részletei következnek! |

A tizenkét éves Cole Johnsont szomszédja, Jeremy folyton zaklatja, ám a bébiszitterje, Bee kiáll mellette és ráijeszt a fiúra. Másnap, amikor a szülei elutaznak egy egynapos vakációra, Bee és Cole együtt töltik a napot, egészen a lefekvése idejéig.
Cole megfogadja a szomszédja és legjobb barátja, Melanie tanácsát, hogy nézzen utána, Bee mit csinál az alvásideje alatt. Arra lesz figyelmes, hogy Bee és néhány középiskolás barátja (Max, John, Allison, Sonya és Samuel) üvegpörgetős „felelsz vagy mersz”-et játszik az előszobában. Ahogy Bee-re esik a döntés, a „mersz”-et választja és meg kell csókolnia mindenkit a szobában. Azonban Samuel megcsókolásánál két hatalmas tőrt ránt elő és beleállítja a fiú koponyájába. A többiek elkezdik összegyűjteni Samuel vérét, ekkor kiderül, hogy mindenki egy sátáni szekta tagja, Samuel pedig az áldozat volt. A halálra rémült Cole a szobájába iszkol, felhívja a 911-et, felveszi a cipőjét és elteszi a zsebkését. Bee és a szektatagok belépnek a szobájába, Cole úgy tesz, mintha aludna, majd az egyikőjük vérmintát vesz tőle. Amint távoznak, megpróbál kijutni az ablakon át, de Bee, aki a szobában elbújt, elkapja, Cole elájul a vérveszteségtől.
Cole egy székhez kötözve ébred, a szektatagok kérdezősködni kezdenek, a fiú pedig eltérő válaszokat ad. Hamarosan megérkezik a rendőrség, Max egy kotróvassal felnyársalja az egyiket, de a zsaru véletlenül mellkasba lövi Allisont, majd Bee és Max végeznek a másik rendőrrel. Bee megparancsolja Cole-nak, hogy adja meg a rendőrségi kódot a többi rendőr számára. Amíg Allison trágár módon panaszkodik a mellén lévő lőtt sebről, Cole kihasználja a lehetőséget és felrohan a lépcsőn; John utána ered, Cole az emeleten a korlátnak tolja, leesik a földszintre és egy trófea szúrja keresztül a nyakát.
Cole kiszabadul a hálószoba ablakán keresztül és elrejtőzik a ház alatti, pókokkal teli kúszópincében. Azonban Sonya hamar rátalál, de Cole csapdába ejti őt, berovarirtózza a helységet és meggyújt egy tűzijátékrakétát, amitől a lány felrobban. Miután felbecsülte Cole találékonyságát, Max üldözni kezdi egy faházig; a sportember meghal, ahogy véletlen eltörik alatta a deszka, leesik a magasból és felakasztja a kötélhinta. Cole tovább menekül Melani házáig, de Bee követi. Odabent, szobákról-szobákra bujkálnak, Cole bocsánatot kér Melanie-től, amiért belerángatta ebbe a helyzetbe, viszont megígéri, hogy gondoskodni fog a dolgokról. Arra kéri Melanie-t, hogy hívja fel a rendőrséget, ezt követően megcsókolja Cole-t, mielőtt távozna.
Cole visszatér a házába, hogy megtalálja Allisont, aki egy konyhakéssel próbálja megölni; azonban Bee a korábbi rendőrök puskájával fejbe lövi a lányt. Bee elmagyarázza Cole-nak, hogy fiatalkorában fogadást kötött az ördöggel, hogy bármit megszerez, fiatal ártatlan emberek feláldozásával és azok vérük kifolyatásával egy ősi könyv szerint. Bár azt akarja, hogy csatlakozzon hozzá, Cole megtagadja és elégeti a könyvet. Melani házához rohan, elhozza az apja kocsiját és nagy sebességgel belehajt a házba, miközben Bee próbálja megmenteni a könyvet a lángoló nappaliban. Ahogy az autó rajta landol, még egyszer érzelmes búcsút vesznek egymástól, majd Cole elhagyja a helyet. A rendőrség és a mentősök megérkezésekor Cole elmondja szüleinek, hogy többé már nincs szüksége bébiszitterre.
A stáblista leforgása alatt egy jelenet látható; Cole házában a túlélő Bee végez a tűzoltóval.
|  | Itt a vége a cselekmény részletezésének! |

## Szereplők
| Szerep         | Színész         | Magyar hang       | Leírás                                                         |
| -------------- | --------------- | ----------------- | -------------------------------------------------------------- |
| Cole Johnson   | Judah Lewis     | Straub Martin     | 12 éves fiú, akinek szülei bébiszittert bérelnek fel           |
| Bee            | Samara Weaving  | Mikecz Estilla    | Cole elbűvölő bébiszittere, egy sátánista szekta vezetője      |
| Sonya          | Hana Mae Lee    | Kókai Tünde       | Bee gót barátnője, a rituálé egyik résztvevője                 |
| Allison        | Bella Thorne    | Gubik Petra       | Bee pomponlány barátnője, a rituálé egyik tagja                |
| Max            | Robbie Amell    | Czető Roland      | Bee sportoló barátja, a rituálé egyik tagja                    |
| John           | Andrew Bachelor | Hamvas Dániel     | Bee barátja, a rituálé egyik tagja                             |
| Melanie        | Emily Alyn Lind | Gáspárfalvi Dorka | Cole szomszédja és legjobb barátja, titokban szerelmes a fiúba |
| Cole édesanyja | Leslie Bibb     | Major Melinda     | Cole szülei                                                    |
| Cole édesapja  | Ken Marino      | Dévai Balázs      | Cole szülei                                                    |
| Samuel         | Doug Haley      | Kenéz Ágoston     | Bee rituáléjának áldozata                                      |
| Jeremy         | Miles J. Harvey | Bogdán Gergő      | Cole zaklató szomszédja                                        |
| Juan           | Chris Wylde     | Holl Nándor       | Melanie idegesítő édesapja                                     |
| Mr. Davis      | Carl McDowell   | Horváth Gergely   | iskolai ápoló                                                  |

## Megjelenés
2016 decemberében a Netflix megszerezte a film terjesztési jogát a New Line Cinemától. Így a film premierét szolgáltatáson keresztül mutatták be, 2017. október 13-án.

## Folytatás
2019. szeptember 26-án a Netflix hivatalosan bejelentette, hogy folytatódik a Bébiszitter története, amelyben McG ismét visszatér rendezőként és producerként. Az eredeti szereplők, Lewis, Thorne, Amell, Lee, Bachelor, Marino és Bibb visszatérnek.